# Anscari Manuel Mundó Marcet
Anscari Manuel Mundó i Marcet, o simplemente Manuel Mundó (Barcelona, 29 de junio de 1923 — Barcelona, 25 de diciembre de 2012), fue un historiador, paleógrafo y archivero español.

## Biografía
Con nueve años ingresa en la escuela de la monasterio de Montserrat, donde estaba de abad un tío suyo, Antoni Maria Marcet y donde profesó como monje de 1939 a 1967. Gracias a esta formación inicial marcha a Roma donde estudió Escuela Vaticana de Paleografía, Diplomática y Archivística (1949) y se doctoró en Historia eclesiástica en la Universidad Pontificia Gregoriana (1950). También en esta ciudad se licencia en arqueología en el Instituto Pontificio de Arqueología Cristiana (1955). Complementa su formación estudiando filología románica y paleografía medieval en la École Nationale des Chartes de París (1950-1951), y latín medieval, crítica textual y filología clásica en la Universidad de Múnich (1954). Obtiene un segundo doctorado en 1972 en la Universidad de Barcelona.
Entre 1952-1959 enseña en la Universidad Pontificia Anselmiana materias vinculadas con la historia eclesiástica, paleografía latina y metodología histórica. En 1959 regresa a Montserrat donde sigue impartiendo clases hasta 1965 y donde ejerció de archivero entre 1945-1967. En 1967 abandona el monacato.
En 1968 inicia su labor docente en la Universidad Autónoma de Barcelona donde más tarde obtendrá la cátedra de Paleografía, Diplomática y Codicología (1981). Fue responsable del área de paleografía y diplomática de la Gran Enciclopèdia Catalana.
Tras opositar en el cuerpo estatal de facultativos de archivos, bibliotecas y museos, de 1969 a 1978 fue archivero en el Archivo de la Corona de Aragón. De 1978 a 1983 funda y dirige la biblioteca de la Universidad Autónoma de Barcelona y de la Biblioteca de Cataluña de 1987 a 1990. También ejerció de profesor en la Escuela de Biblioteconomía de Barcelona (1974-1981).
Fue nombrado por el Papa Pablo VI miembro del Consejo de Aplicación de la Reforma de la Liturgia decretada por el Concilio Vaticano II. 
Fue miembro del Instituto de Estudios Catalanes (1971), de la Real Academia de Buenas Letras de Barcelona (1987), así como del Comité Internacional de Paleografía Latina (1975). Anteriormente lo fue del Instituttet for Sammenlingnende Kulturforskning de Oslo (1961), y, más tarde, de la Société des Antiquaires de France (1980) y de la Medieval Academy of America (1986).
Tras dejar Montserrat se casó con Carme Aramon i Stein, hija de Ramon Aramon i Serra.

## Obras
Publicó más de 140 trabajos de investigación histórico-literaria, crítica textual, paleografía y codicología, entre los que cabe mencionar la clasificación y datación de los Codices Regularum latinos de los siglos V-IX, la edición del texto jurídico catalán más antiguo (versión del Libro juez, XII), el fragmento de liturgia romana, con notación musical, más antiguo de Cataluña (siglos IX-X), una tesis sobre los documentos en pergamino más antiguos de la península Ibérica (siglo VII), de origen probablemente catalán, algunos palimpsesto y varios trabajos sobre Oliba y su época.
- El origen de La Salve visto desde España (1967)
- Sobre los códices de Beato (1978)
- Catálogo del Museo del Libro Frederic Marès (1994)
- Cataluña 1: de la romanidad a la soberanía (1999)
- Las Biblias de Ripoll (2002)
- ¿Un santcristo de marfil de Miguel Ángel Buonarroti ? (2006)

## Premios y reconocimientos
- En el año 1991 recibió el Premio Narcís Monturiol.
- En el año 2000 recibió la Cruz de Sant Jordi.